# کتووا
کتووا (به چکی: Ktová) یک منطقهٔ مسکونی در جمهوری چک است که در ناحیه سمیلی واقع شده‌است.